# Lia Ana Lima
Pour les articles homonymes, voir Lima (homonymie).
Lia Ana Lima, née le 9 septembre 2001, est une nageuse angolaise.

## Carrière
Lia Ana Lima est médaillée de bronze du 200 mètres papillon aux Jeux africains de la jeunesse de 2018 ainsi qu'aux Jeux africains de 2019.
Elle remporte aux Championnats d'Afrique de natation 2021 à Accra la médaille de bronze sur 4 × 200 mètres nage libre avec Maria Lopes de Freitas, Rafaela Santo et Catarina Sousa, battant le record d'Angola datant de 1999 avec un temps de 9 min 14 s 26, ainsi que la médaille de bronze sur 4 × 100 mètres quatre nages et sur 4 × 100 mètres quatre nages mixte.
Elle obtient aux Championnats d'Afrique de natation 2022 à Tunis la médaille de bronze sur 200 mètres papillon.
Elle est médaillée d'argent du 200 m papillon aux Championnats d'Afrique de natation 2024 à Luanda.